# Adèle Cederschiöld
Adèle Cederschiöld, född 29 maj 1873 i Hannover, Tyskland, död 27 augusti 1957 i Saltsjöbadens köping, Stockholms län, var en svensk kompositör.
År 1913 antogs en av Cederschiölds sånger som officiell förbundssång i International Council of Women. Texten till sången var skriven av Eva Upmark.
Adèle Cederschiöld var dotter till löjtnant Gustaf Cederschiöld (1845–1923) och Jenny Charlotta Memsen (1841–1922). Familjen flyttade 1879 till Stockholm.

## Verklista

### Pianoverk
- Pianoskola för svenska barn, med särskild hänsyn till svenska folkvisor. Utgiven 1908 av Abraham Lundquist, Stockholm.[6]

- Sex små karaktärsstycken för piano. Utgiven 1907 av Abraham Lundquist.[7]

1. Novellette
2. Söndagsmorgon
3. Vals
4. Skymning
5. Historiette
6. Gammeldans

- Preludium. Tillägnad Lilly Ploman.[8]

### Sång och piano
- Sex terzetter för damröster (SSA). Sång 1-5 är a cappella och sång 6 är med piano. Utgiven på 1900-talet av Max Brockhaus, Leipzig.[9][10]

1. Elfenlied. Text av Johann Wolfgang von Goethe.
2. Hit får du gå, ej längre. Text av Gustaf Maurits Lamm.
3. Under min moders äppelträd. Text av Gustaf Upmark den äldre.
4. Es war einmal. Text av Mayr.
5. Dikta, dikta, sångare glad. Text av Gustaf Maurits Lamm.
6. Geistliches wiegenlied zu Weinachten (Vaggvisa vid juletid). Från 1500-talet.

- Två sarkofager (Zwei Särge) Där stå två sarkofager. Sång för en röst. Utgiven 1908 av Abraham Lundquist, Stockholm.[11]

- Sång till International Council of Women Kvinnor från skilda länder på jorden. Utgiven 1913.[12][13]

- Vaggvisa i juletid Slumra, slumra du rosenkind. Utgiven 1924 av Svala & Söderlund, Stockholm.[14]

- Trauungsgesang för en röst med orgel eller piano. Text av Karl von Gerok och översatt till svenska av Dora Lamm. Översatt till norska av lektor Drougge. Utgiven 1932 på Norsk Notestik, Oslo.[15]